# Rajbalhat
Rajbalhat est une ville du Bengale-Occidental dans le district de Hooghly en Inde.

## Histoire
La tradition veut que Rajbalhat était autrefois la capitale du royaume de Bhurshut et que le dernier roi pêcheur de Sanibhangar a été vaincu par un Chaturanan Neogi, qui a, à l'origine, démembré le royaume de Bhurshut.
Krishna Roy, le fils d'une fille de Chaturanan est devenu le premier Raja de Bhurshut. Cet événement a lieu vers 1583–84 après J-C. La famille de Krishna Roy appartenait au village de Phulia.
Son arrière-petit-fils Pratap Narayan, un dirigeant très charitable, est roi de 1652 à 1684 après J-C. Il reçoit le titre de Raja et est connu comme tel à la cour des empereurs Shah Jahan et Aurangzeb. Son fils est Shiv Narayan, qui a été remplacé par son fils unique Naranarayan. Soit du vivant de Naranarayan, soit immédiatement après sa mort, Bardhaman Raj (en) occupe de force le Bhurshut vers 1719 après J-C.